# عضلة طويلة مبعدة لإبهام اليد
في علم التشريح البشري، العضلة المُبعدة لليد الطويلة (Abductor pollicis longus muscle، واختصارًا: APL) إحدى عضلات اليد الخارجية. مثلما يوحي الاسم، فإن وظيفته الرئيسية هي اختطاف الإبهام عند الرسغ. يشكل الوتر الحد الأمامي لصندوق السعوط التشريحي.

## البنية
تقع العضلة المبعدة الطويلة مباشرة أسفل العضلة الباسطة وأحيانًا يكون متحدًا معه. ينشأ من الجزء الجانبي من السطح الظهري لجسم الزند، أسفل إدخال العصب، من الغشاء بين العظام، ومن الثلث الأوسط من السطح الظهري لجسم الكعبرة.
يمر بشكل غير مباشر للأسفل وللجانب، وينتهي في وتر، يمر عبر أخدود على الجانب الجانبي من الطرف السفلي من الكعبرة، مصحوبًا بوتر الباسطة.
تنقسم العضلة إلى جزء بعيد وسطحي وجزء قريب وعميق. يدخل الجزء السطحي مع واحد أو أكثر من الأوتار في الجانب الشعاعي لقاعدة العظم المشط الأول، ويدخل الجزء العميق بشكل متنوع في شبه المنحرف، ومحفظة المفصل وأربطة المفصل، وفي بطن العضلة القطعية القصيرة ( APB) أو البطن المستعرض.

### التعصيب
تعصب العضلة المبعدة الطويلة بواسطة العصب الخلفي بين العظام، وهو استمرار للفرع العميق للعصب الكعبري بعد مروره عبر العضلة العلوية. يقع العصب المعصب للعضلة المبعدة الطويلة بالقرب من العصب الكعبري. يُشتق العصب الخلفي بين العظام من مقطعي العمود الفقري C7 وC8.

### التوعية
توعى العضلة المبعدة الطويلة عن طريق الشريان بين العظام الخلفي.

### الأوتار
يوجد وتر ملحق بوليسيس لونجوس (AAPL) في أكثر من 80٪ من الأشخاص وبطن عضلي منفصل موجود في 20٪ من الأشخاص. في إحدى الدراسات، يدخل الوتر الإضافي في شبه المنحرف (41٪) ؛ قريبًا على الباسط والمستعرضين (5 ٪)؛ غرز مزدوج في العضلة شبه المنحرفة وعضلات الرانفة (15٪)؛ أو قاعدة المشط الأول (1٪). أبلغ عن ما يصل إلى سبعة أوتار في حالات نادرة.
يمكن اعتبار أوتار APL المتعددة ميزة وظيفية حيث يمكن تعويض الأوتار المصابة بواسطة الأوتار السليمة.

## الوظيفة
يتمثل الإجراء الرئيسي للعضلة المبعدة الطويلة في ابعاد الإبهام عن المفصل الرسغي، وبالتالي تحريك الإبهام للأمام. كما أنها تساعد في تمديد وتدوير الإبهام.
يعد عملها المستمر هو المساعدة على ابعاد الرسغ (الانحراف الشعاعي) وثني اليد.
إدخال APL على شبه المنحرف وأصل APB على نفس العظم هو الرابط الوحيد بين عضلات الإبهام الداخلية والخارجية، وهو أمر مهم للتحريك السليم للإبهام.

## عند الحيوانات الأخرى
الرئيسيات الوحيدة التي لديها عضلة طويلة مبعدة لإبهام اليد منفصلة تمامًا عن الباسطة هي الإنسان الحديث والجبون. ومع ذلك، في الغيبونز، ينشأ APL تقريبًا على نصف القطر والزند، بينما ينشأ في الجزء الأوسط من هذه العظام في القرود الآكلة للسلطعون والبونوبو والبشر. في كل هذه الرئيسيات، يتم إدخال العضلات في قاعدة المشط الأول وأحيانًا في شبه المنحرف (قردة السيامانج والبونوبو) وسيسامويدات الإبهام (القردة آكلة السلطعون).
في الشمبانزي، تثني APL الإبهام بدلًا من تمديده كما هو الحال في البشر المعاصرين. بالمقارنة مع معصمي الشمبانزي، فإن معصم الإنسان مشتق (مقارنةً بالسلف المشترك الأخير للشمبانزي-الإنسان) في امتلاك أذرع عضلية أطول بكثير لمجموعة من عضلات اليد. من الممكن أن تكون هذه الاختلافات ناتجة عن الوضع المرتفع للعظم شبه المنحرف في البشر والذي بدوره يكون نتيجة لتمدد شبه منحرف على جانب راحة اليد.
سمسمي شعاعي صغير على شكل عدسة مدمج في وتر APL هو حالة بدائية موجودة في جميع الأجناس المعروفة باستثناء الباندا الحمراء والعملاقة المنقرضة حيث يتم تكبيرها) إلى رقم سادس أو ما يسمى الإبهام الكاذب. توجد العضلة في جميع الرئيسيات غير البشرية، ولكن فقط في حوالي نصف الغوريلا، وغالبًا ما يكون غائبًا عند البشر.